# ゲイル・モラン
ゲイル・モラン（Gayle Moran、1943年 - ）は、ボーカリスト、キーボード奏者（ピアノ、オルガン、シンセサイザー）、作曲家である。
1970年代半ばにマハヴィシュヌ・オーケストラのメンバーとして『黙示録』（1974年）、『エメラルドの幻影』（1975年）に参加している。
その後、リターン・トゥ・フォーエヴァーによる1977年のアルバム『ミュージックマジック』と、チック・コリアのソロ・アルバム『妖精』（1976年）、『マイ・スパニッシュ・ハート』（1976年）、『マッド・ハッター』（1978年）、『シークレット・エージェント』（1978年）、そして『タッチストーン』（1982年）のレコーディングに参加した。彼女はまた、ジェット・リーとジェイソン・ステイサム主演による2007年の映画『ローグ アサシン』の中で「Afterlife」と題された歌の製作にも関わった。
他のゲスト・ボーカルでの参加作品には、マーク・アイシャムのアルバム『カスタリア』収録の「The Gracious Core」、1976年のデヴィッド・サンシャス&トーンがリリースした『トランスフォーメーション (ザ・スピード・オヴ・ラヴ)』からのタイトルトラックなどがある。
自身の名前でも1枚のアルバム『アイ・ラヴド・ユー・ゼン…アイ・ラヴ・ユー・ナウ』（1979年）をリリースした。彼女は、1972年以来、ジャズ・ミュージシャンのチック・コリアと結婚している。
彼女はミシガン州スプリングアーバー出身で、1961年にスプリングアーバー高校（現スプリングアーバー大学）を卒業した。

## ディスコグラフィ

### アルバム
- 『アイ・ラヴド・ユー・ゼン…アイ・ラヴ・ユー・ナウ』 - I Loved You Then ... I Love You Now (1979年) ※旧邦題『妖精の舞』